# Ruder-Europameisterschaften 1910
Die 18. Ruder-Europameisterschaften wurden am 15. August 1910 auf der Brügge-Ostende-Kanal in Ostende, Belgien ausgetragen. Wie bereits im Vorjahr wurden Medaillen in fünf Bootsklassen vergeben.

## Ergebnisse
| Bootsklasse           | Gold | Silber | Bronze |
| --------------------- | --- | --- | --- |
| Einer                 | Gaston Delaplane | Moritz Stöckly | Enrico Bruna |
| Doppelzweier          | Frankreich Gaston Delaplane François Rocchesani | Italien Enrico Bruna Ercole Olgeni | unklar, ob noch weitere Boote teilnahmen, die Quelle listet keine weiteren Medaillengewinner                                                         |
| Zweier mit Steuermann | Belgien Guillaume Visser Urbain Molmans unbekannt (Steuermann) | Frankreich Mégrat Profit unbekannt (Steuermann) | unklar, ob noch weitere Boote teilnahmen, die Quelle listet keine weiteren Medaillengewinner                                                         |
| Vierer mit Steuermann | Italien Scipione Del Giudice Luigi Emellini Mario Tres Brenno Del Giudice Giuseppe Mion (Steuermann)                                                                                   | Belgien Guillaume Visser Urbain Molmans Gustave Wauters Oscar Van Den Bossche unbekannt (Steuermann)                                                             | Frankreich |
| Achter                | Belgien Guillaume Visser Urbain Molmans Gustave Wauters Georges Willems Georges Van Den Bossche Célestin Van den Noordgate Edmond Vanwaes Oscar Van Den Bossche unbekannt (Steuermann) | Italien Ercole Olgeni Antonio Fontanella Arturo Piazza Enrico Bruna Giovanni Scatturin Agostino Wulten Edoardo Signoretto Aldo Bettini G. Graziadei (Steuermann) | Ungarn Béla Bányai Antal Szebeny Miklós Szebeny György Szebeny Kálmán Jesze Sándor Hautzinger Róbert Éder Ferenc Kirchknopf Károly Koch (Steuermann) |

## Medaillenspiegel
| Platz  | Land       | Gold | Silber | Bronze | Gesamt |
| ------ | ---------- | ---- | ------ | ------ | ------ |
| 1      | Frankreich | 2    | 1      | 1      | 4      |
| 2      | Belgien    | 2    | 1      | –      | 3      |
| 2      | Italien    | 1    | 2      | 1      | 4      |
| 3      | Schweiz    | –    | 1      | –      | 1      |
| 4      | Ungarn     | –    | –      | 1      | 1      |
| Gesamt | Gesamt     | 5    | 5      | 3      | 13     |